# Nghê Nhạc Phong
Nghê Nhạc Phong (tiếng Trung giản thể: 倪岳峰, bính âm Hán ngữ: Ní Yuèfēng, sinh tháng 9 năm 1964) là người Hán, chính trị gia nước Cộng hòa Nhân dân Trung Hoa. Ông là Ủy viên Ủy ban Trung ương Đảng Cộng sản Trung Quốc khóa XX, khóa XIX, Ủy viên dự khuyết khóa XVIII, hiện là Bí thư Tỉnh ủy, Chủ nhiệm Ủy ban Thường vụ Nhân Đại Hà Bắc. Ông từng là Bí thư Đảng ủy, Tổng cục trưởng Tổng cục Hải quan Trung Quốc; Phó Bí thư Tỉnh ủy tỉnh Phúc Kiến, Bí thư Thành ủy Phúc Châu; Thường vụ Tỉnh ủy, Bí thư Ủy ban Kiểm tra Kỷ luật Tỉnh ủy Phúc Kiến; Phó Tỉnh trưởng Phúc Kiến; Phó Chủ nhiệm Ủy ban Bảo vệ Tài nguyên và Môi trường Nhân Đại Trung Quốc.
Nghê Nhạc Phong là đảng viên Đảng Cộng sản Trung Quốc, học vị Thạc sĩ Tự động hóa Công nghiệp, Tiến sĩ Tự động hóa hệ thống công trình công nghệ cao. Ông có sự nghiệp trải qua nhiều chức vụ và nhiều cơ quan ở cả trung ương và địa phương của Trung Quốc.

## Xuất thân và giáo dục
Nghê Nhạc Phong sinh tháng 9 năm 1964, quê quán tại huyện Nhạc Tây, địa cấp thị An Khánh, tỉnh An Huy, Cộng hòa Nhân dân Trung Hoa, lớn lên và tốt nghiệp phổ thông của quê nhà. Vào tháng 9 năm 1980, khi vừa mới 16 tuổi, ông được nhận vào Khoa Kỹ thuật Điện, Đại học Công nghệ Hợp Phì, bắt đầu quá trình học tập. Trong suốt bảy năm, ông không ngừng học tập về lĩnh vực tự động hóa tại Hợp Phì và nhận bằng cử nhân công nghệ rồi Thạc sĩ Tự động hóa Công nghiệp tại trường. Vào tháng 3 năm 1985, ông tốt nghiệp Cử nhân, được kết nạp Đảng Cộng sản Trung Quốc.
Tháng 6 năm 1987, ông tốt nghiệp thạc sĩ và ở lại làm giảng viên đại học. Vào tháng 9 năm 1990, ông tới thủ đô Bắc Kinh, trở thành nghiên cứu sinh chuyên ngành tự động hóa kỹ thuật hệ thống tại Khoa Tự động hóa của Đại học Thanh Hoa và lấy bằng Tiến sĩ kỹ thuật.

## Sự nghiệp

### Thời kỳ đầu
Vào tháng 7 năm 1993, Nghê Nhạc Phong trở thành Tiến sĩ Kỹ thuật khi 29 tuổi, trải qua hơn mười năm học tập về công nghệ kỹ thuật, bắt đầu sự nghiệp công chức nhà nước. Ông đến Sơn Đông, về Thanh Đảo và được bổ nhiệm làm Trợ lý Chủ nhiệm Ủy ban Khoa học và Công nghệ Thanh Đảo rồi thăng cấp thành Phó Chủ nhiệm Ủy ban Kế hoạch thành phố Thanh Đảo. Vào tháng 12 năm 1997, ông được điều về trung ương, công tác ở Cục Hải dương Quốc gia, giữ chức là Phó Ty trưởng Ty Công nghệ của Cục rồi là Ty trưởng Ty Công nghệ, Ty trưởng Ty Bảo vệ môi trường. Vào tháng 8 năm 2000, ông được thăng cấp thành Ủy viên Đảng ủy, Phó Cục trưởng Cục Hải dương Quốc gia.
Tháng 3 năm 2003, ông được bổ nhiệm làm Ủy viên Ủy ban Bảo vệ Tài nguyên và Môi trường Đại hội Đại biểu Nhân dân Toàn quốc. Tháng 8 năm 2003, ông được bổ nhiệm làm Trợ lý của Mao Như Bá, Chủ nhiệm Ủy ban Bảo vệ Tài nguyên và Môi trường Đại hội Đại biểu Nhân dân Toàn quốc, tức Trợ lý Bộ trưởng. Vào tháng 2 năm 2008, khi 44 tuổi, ông được bổ nhiệm làm Phó Chủ nhiệm Ủy ban Bảo vệ Tài nguyên và Môi trường Đại hội Đại biểu Nhân dân Toàn quốc, hàm phó bộ, tỉnh.

### Phúc Kiến
Đầu năm 2011, ông được điều chuyển về công tác ở tỉnh Phúc Kiến. Từ ngày 1 tháng 3 năm 2011 đến ngày 25 tháng 7 năm 2013, ông giữ chức Phó Tỉnh trưởng Chính phủ Nhân dân tỉnh Phúc Kiến. Cuối năm 2012, tại Đại hội Đảng toàn quốc khóa XVIII, ông được bầu làm Ủy viên dự khuyết Ủy ban Trung ương Đảng Cộng sản Trung Quốc khóa XVIII. Từ ngày 3 tháng 7 năm 2013 đến ngày 2 tháng 11 năm 2016, ông là Thường vụ Tỉnh ủy, Bí thư Ủy ban Kiểm tra Kỷ luật Tỉnh ủy Phúc Kiến. Tháng 8 năm 2016, ông giữ chức vụ Bí thư Thành ủy thành phố Phúc Châu, tỉnh lỵ của Phúc Kiến. Từ ngày 27 tháng 11 năm 2016, ông kiêm nhiệm vị trí Phó Bí thư Tỉnh ủy Phúc Kiến.

### Tổng cục Hải quan
Vào tháng 6 năm 2017, khi 53 tuổi, ông được điều chuyển về trung ương, bổ nhiệm làm Bí thư Đảng ủy, Phó Tổng cục trưởng Tổng cục Hải quan Trung Quốc rồi nhanh chóng trở thành Tổng cục trưởng, chức vụ cấp bộ trưởng. Vào tháng 10 năm 2017, ông được bầu làm Ủy viên Ủy ban Trung ương Đảng Cộng sản Trung Quốc khóa XIX tại Đại hội Đảng Cộng sản Trung Quốc lần thứ 19.

### Hà Bắc
Đầu tháng 4 năm 2022, Bộ Chính trị Đảng Cộng sản Trung Quốc họp bàn phân công cán bộ, quyết định điều động Nghê Nhạc Phong tới tỉnh Hà Bắc, vào Ban Thường vụ Tỉnh ủy, nhậm chức Bí thư Tỉnh ủy Hà Bắc vào ngày 22 tháng 4, kế nhiệm Vương Đông Phong, chính thức lãnh đạo toàn diện tỉnh Tứ Xuyên, phối hợp cùng Tỉnh trưởng Vương Chính Phổ. Cuối năm 2022, ông tham gia Đại hội Đảng Cộng sản Trung Quốc lần thứ XX từ đoàn đại biểu khối cơ quan trung ương Đảng và Nhà nước. Trong quá trình bầu cử tại đại hội, ông tái đắc cử là Ủy viên Ủy ban Trung ương Đảng Cộng sản Trung Quốc khóa XX.